# Македония на зимних Олимпийских играх 2010
Македония на зимних Олимпийских играх 2010 была представлена тремя спортсменами в двух видах спорта.

## Результаты соревнований

### Лыжные виды спорта

#### Горнолыжный спорт
Мужчины
| Соревнование      | Спортсмены         | 1 спуск | 2 спуск | Всего   | Место |
| ----------------- | ------------------ | ------- | ------- | ------- | ----- |
| Гигантский слалом | Антонио Ристевский | 1:24,29 | 1:27,61 | 2:51,90 | 53    |
| Слалом            | Антонио Ристевский | DNF     | —       | —       | —     |

#### Лыжные гонки
Мужчины
Дистанция
| Соревнование           | Спортсмен          | Результат | Место |
| ---------------------- | ------------------ | --------- | ----- |
| 15 км свободным стилем | Дарко Дамьяновский | 41:48,2   | 85    |

Женщины
Дистанция
| Соревнование           | Спортсмены      | Результат | Место |
| ---------------------- | --------------- | --------- | ----- |
| 10 км свободным стилем | Росана Кироская | 34:45,8   | 76    |